# L game

Posizioni di partenza

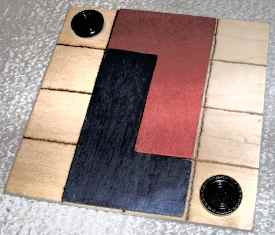
Gioco L in legno nelle posizioni di partenza

Il gioco L (L Game)  è un semplice gioco strategico inventato da Edward de Bono.
Il gioco L è un gioco a turni per due giocatori su una tavola quadrata 4×4. Ogni giocatore ha un pezzo a forma di L di dimensione 3×2 e ci sono due pezzi neutrali di dimensione 1×1. Ad ogni turno, il giocatore deve prima muovere il proprio pezzo L, e poi può decidere se muovere uno dei due pezzi neutrali. I pezzi non possono sovrapporsi o coprire altri pezzi. Quando si muove il pezzo L, questo viene raccolto e quindi posizionato dovunque nei quadrati vuoti sulla tavola; il pezzo può essere ruotato o  rovesciato, l'unica regola è che deve essere in una posizione diversa da quella precedente, in modo da coprire almeno un quadrato della griglia che non era precedentemente coperto. Quando si decide di muovere anche uno dei due pezzi neutrali, il giocatore deve raccoglierlo e posizionarlo in uno qualsiasi dei quadrati vuoti sulla tavola (anche lo stesso quadrato, sebbene equivalga a non muoverlo affatto). Perde il primo giocatore che non è più in grado di muovere il proprio pezzo L in un'altra posizione.
Una strategia di base è utilizzare un pezzo neutrale e il proprio pezzo L in modo da bloccare un quadrato 3×3 in un angolo, e usare un pezzo neutrale per impedire che il pezzo ad L dell'avversario possa essere collocato in una posizione speculare. Un'altra strategia di base consiste nel muovere un pezzo ad L in modo da bloccare metà della tavola ed usare i pezzi neutrali per impedire che l'avversario possa muoversi nello spazio restante.
Queste posizioni possono spesso essere raggiunte una volta che un pezzo neutrale è lasciato in uno degli 8 spazi killer sul perimetro della tavola. Gli spazi killer sono quelli sul perimetro, esclusi gli angoli. Al turno successivo, ci si può servire del pezzo posizionato in uno spazio killer per formare un quadrato o per bloccare una posizione sul perimetro mentre si forma un quadrato o un blocco pari a metà della tavola con il proprio pezzo L e l'altro pezzo neutrale.

## Analisi

Tutte le possibili posizioni finali, il blu ha vinto

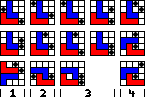
Tutte le posizioni in cui, dovendo muovere il rosso, il rosso perderà con un blu perfetto; il numero indica il massimo numero di mosse rimanenti per il rosso. Prevedendo una mossa futura e assicurandosi che il gioco non termini mai in una delle posizioni sopra raffigurate, si può evitare di perdere.

In un gioco con due giocatori perfetti, nessuno dei due può vincere e la partita è infinita. Il gioco L è abbastanza piccolo da poter essere completamente risolto. Ci sono 2296 possibili modi validi in cui i pezzi possono essere posizionati, non considerando una rotazione o una posizione speculare come una nuova posizione, e considerando identici i due pezzi neutrali. Ogni collocazione può essere raggiunta durante il gioco, ad ogni turno di un giocatore. Ogni giocatore perderà in 15 di queste disposizioni, se è il suo turno. Le collocazioni perdenti implicano che il pezzo ad L del giocatore perdente tocchi un angolo. Ogni giocatore perderà rapidamente con un giocatore perfetto in altre 14 di queste disposizioni.  Il giocatore sarà abile se forzerà  almeno un pareggio (giocando all'infinito senza perdere) con le rimanenti 2267 posizioni.
Se nessun giocatore è perfetto, il gioco difensivo può continuare indefinitamente se i giocatori sono particolarmente attenti nel muovere un pezzo neutrale nelle posizioni "killer". Se entrambi i giocatori sono allo stesso livello, una variante delle regole permette di muovere entrambi i pezzi neutrali ad ogni turno. Un giocare che riesce a prevedere tre mosse future può sconfiggere il gioco difensivo usando le regole standard.